# 나카야마 스케치카
나카야마 스케치카(일본어: 中山輔親, 1894년 11월 13일 ~ 1980년 4월 23일)는 일본의 옛 화족이자, 정치인이다. 귀족원 후작 의원으로 재직했다. 

## 생애
도쿄부 출신으로 나카야마 다카마로의 5남으로 태어났다. 1919년 12월 20일 아버지 다카마로의 사망에 따라 가독을 상속한 후 후작위를 습작하였다. 이틀 후인 12월 22일 귀족원 후작 의원에 취임하여 화요회(火曜会)에 소속되었고, 귀족원이 폐지될 때까지 재임한다. 
도쿄 제국대학 경제학부를 수료한 후 1942년부터 상공성(商工省) 참여(参与), 내각 위원, 군수성(軍需省) 위원, 거래소 자산 평가 위원회의 위원 등을 맡았다. 그 자신이 귀족원에 의석을 가진 화족이었음에도, 정부 관리들이 반년 내지 1년이나 걸려 편성한 법안을 공・후작 화족들이 실제 사회의 일은 제대로 알지도 못하면서 세습 귀족원 의원이라는 이유로 불과 1~2개월 사이에 심의하는 것은 잘못된 것이라고 비판한 바 있다.
| 전임 나카야마 다카마로 | 제3대 나카야마 후작가 당주 1919년 ~ 1947년 | 후임 화족제도 폐지 |